# Механізм реакції Бєлоусова — Жаботинського

## Модель Жаботинського — Корзухіна
Перша модель реакції Бєлоусова — Жаботинського була отримана в 1967 році Жаботинським и Корзухіним на основі підбору емпіричних співвідношень, які правильно описують коливання в  системі. В її основі лежала знаменита консервативна модель Лотки — Вольтерри.
{\displaystyle {\frac {dX_{1}}{dt}}=k_{1}X_{1}(C-X_{2})-k_{0}X_{1}X_{3}}
{\displaystyle {\frac {dX_{2}}{dt}}=k_{1}X_{1}(C-X_{2})-k_{2}X_{2}}
{\displaystyle {\frac {dX_{3}}{dt}}=k_{2}X_{2}-k_{3}X_{4}}
тут {\displaystyle X_{2}} = [Ce4+], C=[Ce4+]0 + [Ce3+]0, {\displaystyle X_{1}} — концентрація автокаталізатору, {\displaystyle X_{3}} = [Br-].

## Брюсселятор

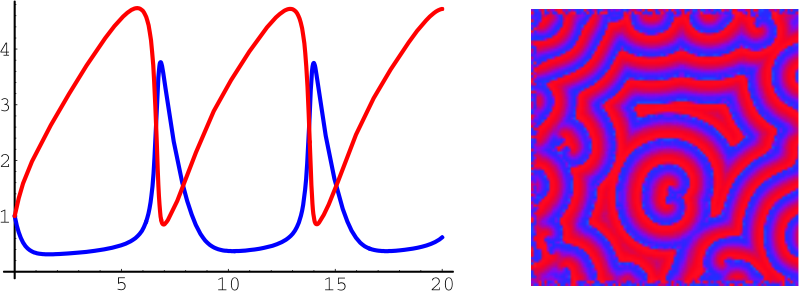
Коливальна динаміка моделі Брюсселятор і її моделювання з допомогою хвиль

Найпростіша модель запропонована Пригожиним, яка має коливальну динаміку.
| I   | A      | → | X     |               |
| II  | B + X  | → | Y + D |               |
| III | 2X + Y | → | 3X    | (автокаталіз) |
| IV  | X      | → | E     |               |
|     |        |   |       |               |
| V   | A + B  | → | E + D |               |

## Орегонатор
Механізм запропонований Філдом и Нойєсом є однією з найпростіших моделей і найпопулярнішою в дослідженні реакцій Бєлоусова — Жаботинського:
| I   |  | A + Y | {\displaystyle \longrightarrow } | X       |
| II  |  | X + Y | {\displaystyle \longrightarrow } | P       |
| III |  | B + X | {\displaystyle \longrightarrow } | 2 X + Z |
| IV  |  | 2 X   | {\displaystyle \longrightarrow } | Q       |
| V   |  | Z     | {\displaystyle \longrightarrow } | f Y     |

Відповідна система звичайних диференційних рівнянь:
{\displaystyle {\frac {d[X]}{dt}}=k_{I}[A][Y]-k_{II}[X][Y]+k_{III}[B][X]-k_{IV}[X]^{2}}
{\displaystyle {\frac {d[Y]}{dt}}=-k_{I}[A][Y]-k_{II}[X][Y]+fk_{V}[Z]}
{\displaystyle {\frac {d[Z]}{dt}}=k_{III}[B][X]-k_{V}[Z]}
Ця модель демонструє найпростіші коливання, схожі на ті, що спостерігаються експериментально, але вона неспроможна показати більш складні типи коливань, наприклад складноперіодичні, або хаос.

## Розширений Орегонатор
Модель Шоуалтера, Нойеса і Бар-Елі розроблялась для моделювання складноперіодичної і хаотичної поведінки реакції. Однак, хаос отримати в цій моделі не вдалось.
| 1 |  | A + Y | {\displaystyle \leftrightarrow } | X + P   |
| 2 |  | X + Y | {\displaystyle \leftrightarrow } | 2 P     |
| 3 |  | A + X | {\displaystyle \leftrightarrow } | 2 W     |
| 4 |  | C + W | {\displaystyle \leftrightarrow } | X + Z'  |
| 5 |  | 2 X   | {\displaystyle \leftrightarrow } | A + P   |
| 6 |  | Z'    | {\displaystyle \rightarrow }     | g Y + C |

де {\displaystyle A} — BrO3-; {\displaystyle X} — HBrO2; {\displaystyle Y} — Br-; {\displaystyle C} — Ce3+; {\displaystyle Z}' — Ce4+; {\displaystyle W} — BrO2•; {\displaystyle P} — HOBr.

## Повний реакційний механізм
Найповніший відомий механізм реакції є сукупністю 80-ти елементарних реакцій.

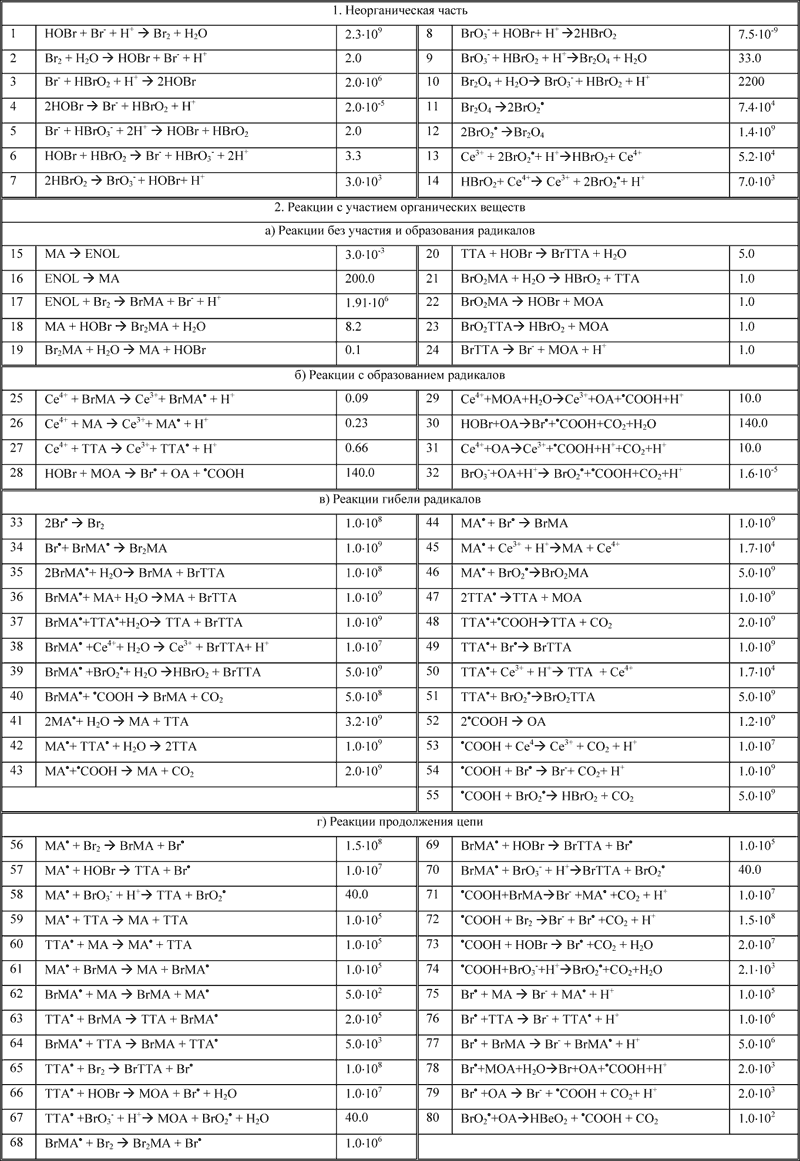
80-ти стадійний механізм реакції Бєлоусова — Жаботинського

## Графічна схема

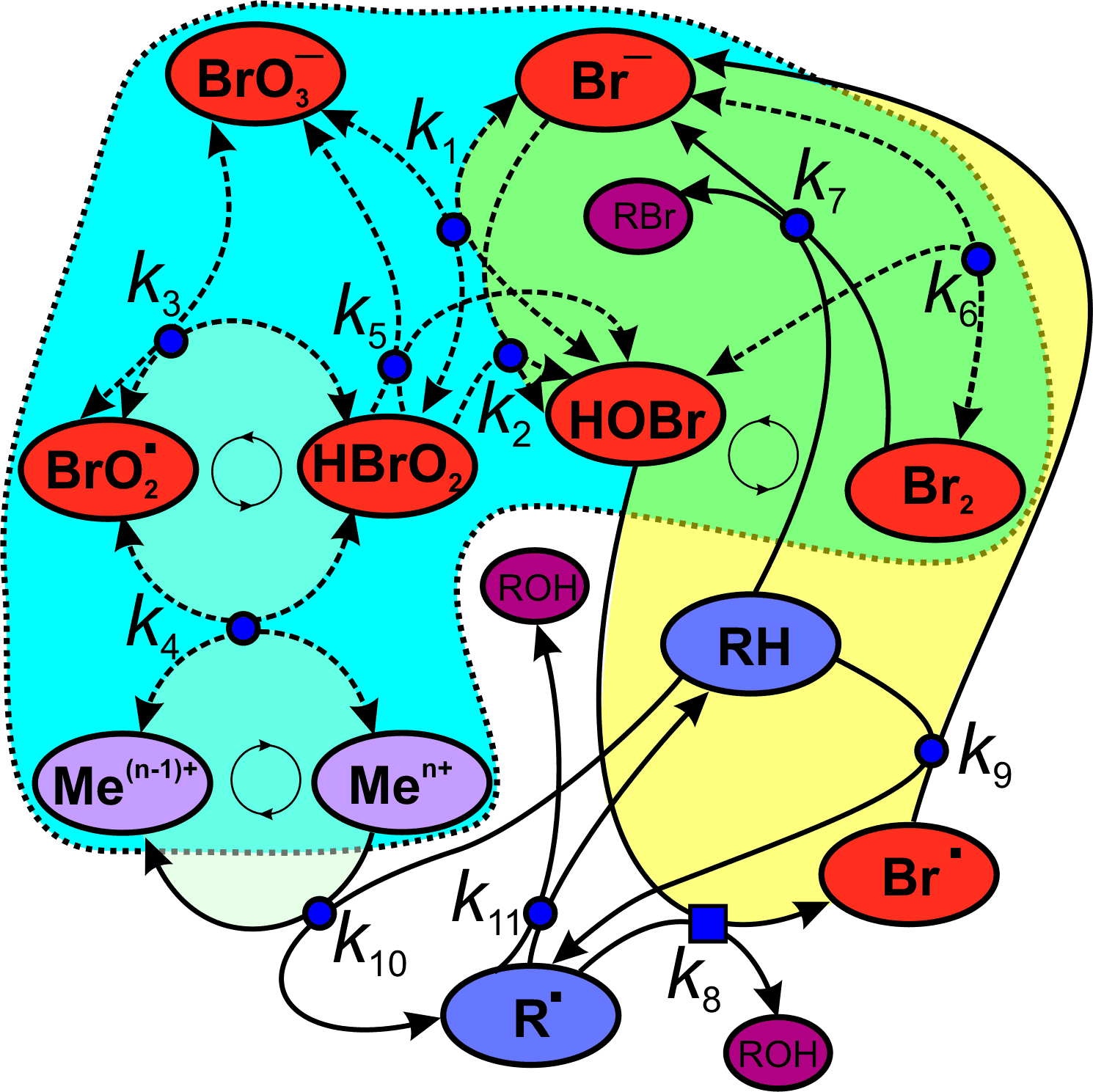
Графічна схема механізму реакції Бєлоусова — Жаботинського